# Chionaema horsefieldi
Chionaema horsefieldi là một loài bướm đêm thuộc phân họ Arctiinae, họ Erebidae.